# Бекеїнць
Бекеїнць, Бекеїнці (рум. Băcăinți) — село у повіті Алба в Румунії. Входить до складу комуни Шибот.
Село розташоване на відстані 276 км на північний захід від Бухареста, 27 км на південний захід від Алба-Юлії, 95 км на південь від Клуж-Напоки.

## Населення
За даними перепису населення 2002 року у селі проживали 318 осіб, з них 316 осіб (99,4%) румунів. Рідною мовою 316 осіб (99,4%) назвали румунську.